# Zengo Yoshida
Zengo Yoshida (吉田 善吾 Yoshida Zengo?,  14 de febrero de 1885-14 de noviembre de 1966) fue un almirante japonés de la Armada Imperial Japonesa durante la Segunda Guerra Mundial.

## Biografía
Yoshida nació en la prefectura de Saga, en 1885. Fue adoptado por una familia de comerciantes de arroz. Se graduó en la 32.ª clase de la Academia Naval Imperial Japonesa en 1904, siendo el 12.º de 190 cadetes. Como guardiamarina sirvió en el buque nodriza de submarinos Karasaki y el crucero acorazado Kasuga.
Tras su paso por las escuelas de torpedo y artillería naval (1906-1907), sirvió en el destructor Asatsuyu, seguido por el crucero Hashidate. En 1909 fue ascendido a teniente y se graduó en la Escuela de Guerra Naval en 1913. Los siguientes años fue ascendido a teniente comandante (1915) y comandante (1919); durante este tiempo sirvió en diferentes puestos de administración. En 1923, con su ascenso a capitán, se le dio su primer mando: el crucero ligero Hirado. En diciembre de 1927 asumió el mando del acorazado Kongō y al año siguiente, el del Mutsu.
Con su ascenso a contraalmirante en 1929, sirvió en puestos de personal hasta su ascenso a vicealmirante, en 1934. Dos años después se le dio el mando de la 2.ª Flota; cargo que ocupó hasta 1937. Posteriormente fue nombrado comandante en jefe de la Flota Combinada; cargo que ocupó hasta 1939. Tras finalizar su comandancia en la Flota Combinada fue nombrado ministro de Marina el 30 de agosto. Como ministro de Marina, Yoshida fue vehemente en su oposición a la firma del Pacto Tripartito; también se opuso firmemente a la idea de la guerra contra los Estados Unidos. Se vio obligado a dimitir debido a una enfermedad, y el tratado continuó a pesar de sus fuertes recelos.

### Segunda Guerra Mundial
Con el comienzo de la Guerra del Pacífico, Yoshida fue asignado para comandar la Flota del Área de China en noviembre de 1942, hasta diciembre de 1943. Posteriormente sirvió como miembro del Consejo Supremo de Guerra hasta su retiro el 1 de junio de 1945.

## Cultura popular
| Año  | Película          | Actor       |
| ---- | ----------------- | ----------- |
| 1970 | Tora! Tora! Tora! | Junya Usami |